# (6427) 1995 FY
(6427) 1995 FY es un asteroide perteneciente al cinturón de asteroides, región del sistema solar que se encuentra entre las órbitas de Marte y Júpiter, descubierto el 28 de marzo de 1995 por Seiji Ueda y el astrónomo Hiroshi Kaneda desde el Kushiro Marsh Observatory, Hokkaido, Japón.

## Designación y nombre
Designado provisionalmente como 1995 FY.

## Características orbitales
1995 FY está situado a una distancia media del Sol de 2,262 ua, pudiendo alejarse hasta 2,551 ua y acercarse hasta 1,973 ua. Su excentricidad es 0,128 y la inclinación orbital 4,675 grados. Emplea 1242,67 días en completar una órbita alrededor del Sol.

## Características físicas
La magnitud absoluta de 1995 FY es 13,71. 